# Lee Kuan Yew
Lee Kuan Yew, chiń. 李光耀; pinyin Lǐ Guāngyào (ur. 16 września 1923 w Singapurze, zm. 23 marca 2015 tamże) – singapurski prawnik, polityk, pierwszy premier tego kraju (1959–1990).

## Życiorys
Współtwórca (1954) rządzącej od 1959 socjaldemokratycznej Partii Akcji Ludowej. Do 1992 jej sekretarz generalny. Gorący zwolennik niepodległości Singapuru.
W latach 1959–1963 (po uzyskaniu autonomii) premier i członek Rady Bezpieczeństwa Singapuru. Po przyłączeniu Singapuru do Federacji Malezji (1963–1965) premier stanowy. Od 1965 premier niepodległej Republiki Singapuru.
Po odejściu z funkcji premiera (1990) uznany został za „starszego ministra” (Senior Minister). Był wyższym rangą ministrem w rządzie Goh Chok Tonga, a następnie „ministrem mentorem” w rządzie swojego syna Lee Hsien Loonga.
Zmarł 23 marca 2015 w Singapore General Hospital w Singapurze.

## Odznaczenia
- Order Wschodzącego Słońca I klasy (Japonia, 1967)
- Order Towarzyszów Honoru (Wielka Brytania, 1970)
- Honorowy Rycerz Krzyża Wielkiego Orderu św. Michała i św. Jerzego (Wielka Brytania, 1972)
- Wielki Komandor Orderu Korony Johoru (Johor–Malezja, 1984)
- Order Przyjaźni (Rosja, 2009)
- Wielki Łańcuch Orderu Sikatuny (Filipiny, 1974)